# Casa de postas

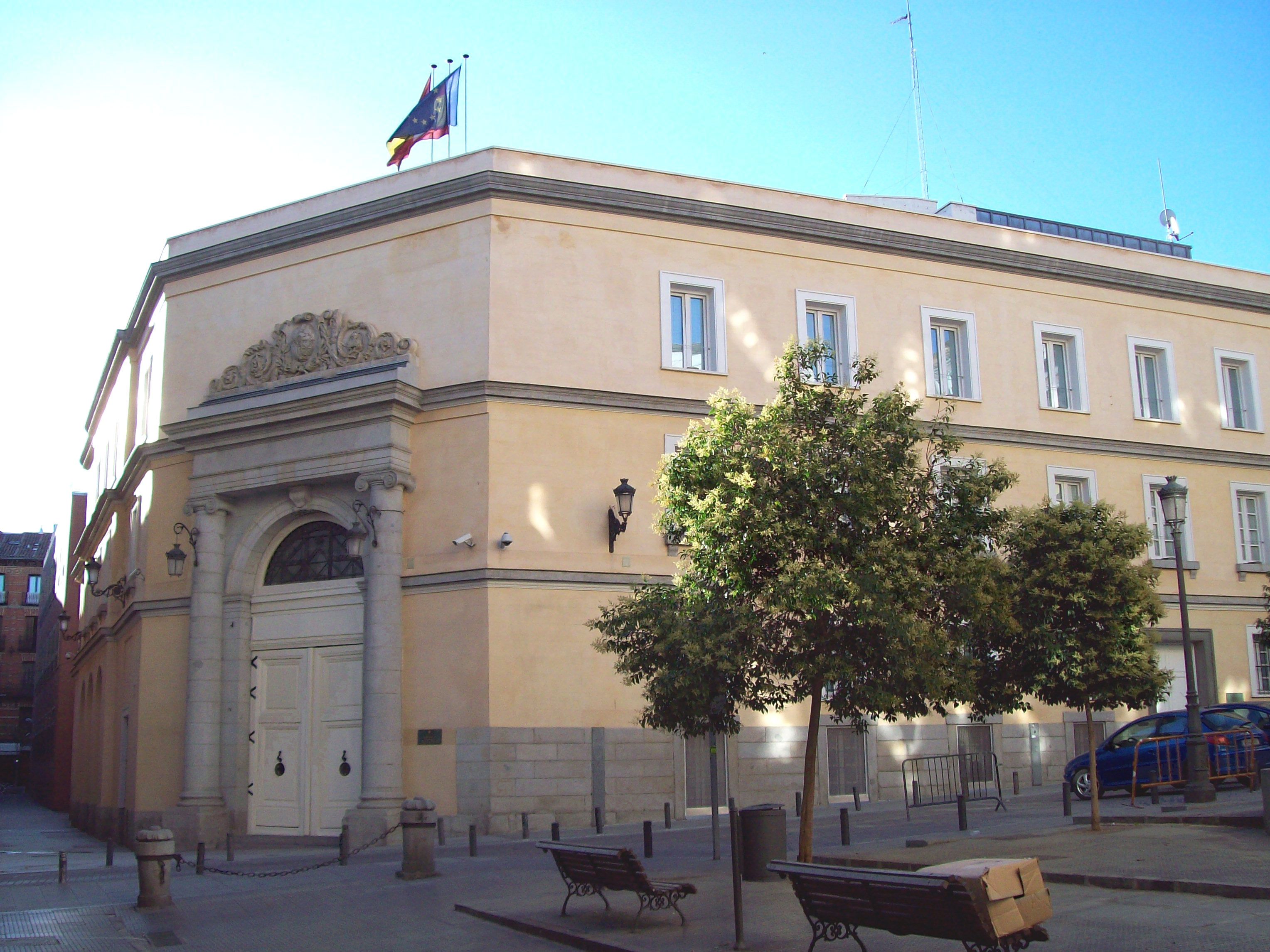
Real casa de postas de Madrid.

Las casas de postas eran establecimientos donde se realizaban la toma y cambio de caballerías y asignación de postillones para los correos, viajeros o ganado.

## Características
Las casas de postas se disponían en las principales poblaciones a lo largo de las líneas de correos y en las vías principales para proveer el suministro de caballos necesario para realizar los viajes. Muchas servían también de parada de diligencias para viajeros. Sobre la puerta de las casa se ponía un escudo de las armas reales y un rótulo con grandes letras moldeadas con estas palabras: parada de postas. 
Las casas de postas eran gestionadas por los maestros de postas que tenían a su cargo las caballerías y uno o varios postillones que asignaban a los viajeros. Tenían asignadas un determinado número de caballerías en función de sus atribuciones y de la distancia existente hasta la siguiente casa de postas. 
En cada casa de postas había un libro de matrícula, foliado y rubricado por el administrador principal de correos en el cual constaban todos los dependientes de la posta tanto de número como aspirantes, con expresión de su nombre y apellido, edad, pueblo de su naturaleza, época de su nombramiento y las notas que juzgaran oportunas respecto de su conducta y celo en el cumplimiento de sus deberes. En él se hallaba inventariado el ganado de la parada y los efectos de cualquiera clase destinados al servicio. 
En las líneas generales y trasversales de primer orden tenían además los maestros de postas otro libro de registro sellado y foliado por la dirección general para que los viajeros y correos pudieran anotar las faltas que advirtieran en el servicio o el estado en que se hallara aquella parada o cualquier otra inmediata.

## Historia
Para Jenofonte y Heródoto, el primer sistema de postas, considerado como una organización estatal, se remonta a Ciro II el Grande. Después las establecieron los griegos y los romanos. Tiberio les dio forma muy análoga a las de los tiempos modernos. 
Durante la Antigua Roma empezaron a crearse por toda Europa las postas (en latín, statio, plural, stationes), cuando se construyó el famoso sistema de calzadas romanas hace dos milenios. La statio indicaba una etapa en el servicio postal oficial y de transporte, clasificándose en mansiones (latín singular, mansio) cuando estaban equipadas con alojamientos y establos o en mutationes (latín singular, mutatio), cuando solo se utilizaban para cambiar los caballos.
Carlomagno instituyó un cuerpo de correos, pero ya en 1344 en las ordenanzas de Pedro el Ceremonioso se instituyó que hubiera 20  correos para llevar sus cartas.
A mediados del siglo XV los particulares podían tener entre sí correspondencia por medio de los mensajeros que despachaba la universidad de París a las principales ciudades del reino en épocas indeterminadas.